# Набукко (опера)
«Набу́кко», или «Навуходоно́сор» (итал. Nabucco), — опера Джузеппе Верди в 4 действиях, 7 картинах на либретто Т. Солера, основанная на событиях, описанных в Библии. (Набукко — сокращённая итальянская интерпретация имени царя Навуходоносора II.) Именно эта опера, третья в творчестве Верди, принесла ему настоящую славу. В ней повествуется о бедствиях евреев, об их пленении вавилонянами, а затем отпущении на родину царём Вавилона Навуходоносором.
Премьера состоялась 9 марта 1842 года в театре «Ла Скала» в Милане.
Первая постановка окончательной версии прошла в Театро Сан-Джакомо на Корфу в сентябре 1844 года.
В состав оперы входит знаменитый «хор евреев» — Va, pensiero, sull’ali dorate («Лети, мысль, на золотых крыльях»).

## История создания оперы
Верди писал впоследствии, что для него «с этой оперы, можно сказать, началась настоящая деятельность в искусстве». Действительно, «Набукко» имел у публики грандиозный успех.
Некоторые критики несколько умеряли восторги публики. Например, опера не понравилась немецкому композитору Отто Николаи. Дело было в том, что первоначально это либретто предложили ему, но он не смог вполне понять и оценить этого текста (хотя и жил в Милане). Отказавшись писать по нему музыку, Николаи создал оперу по другому либретто — под названием Il proscritto («Ссыльный»), однако она катастрофически провалилась в марте 1841 года. Автор был принуждён аннулировать контракт с театром «Ла Скала». Получив после пережитого фиаско известие о триумфе «Набукко», композитор был крайне возмущён. Николаи писал: «Оперы Верди действительно ужасны. Он пишет как глупец и совершенно не профессионален технически, он, должно быть, имеет сердце осла и, по-моему, это жалкий, отвратительный композитор». Саму оперу он характеризовал как «ничего, кроме ярости, брани, кровопролития и убийств».
Однако мнение Николаи осталось в меньшинстве. «Набукко» же начал период триумфов Верди, продолжавшийся до конца его деятельности в театре.
Существует легенда, что при первом исполнении Va, pensiero зал потребовал исполнения на бис, что было тогда запрещено. Однако в последнее время установлено, что хотя Va, pensiero и стало гимном Рисорджименто, однако повторяли в тот вечер не этот музыкальный фрагмент, а хор Immenso Jehova, выражающий благодарность евреев Богу за спасение их народа. Но как бы то ни было, несомненно, что Верди занимал видное место музыкального лидера Рисорджименто.

## Действующие лица
| Роль                                     | Голос         |
| ---------------------------------------- | ------------- |
| Набукко, вавилонский царь                | баритон       |
| Измаил, племянник царя Иерусалима        | тенор         |
| Захария, первосвященник Иерусалима       | бас           |
| Фенена, дочь Навуходоносора              | меццо-сопрано |
| Абигайль, внебрачная дочь Навуходоносора | сопрано       |
| Абдалло, начальник стражи                | тенор         |
| Анна, сестра Захарии                     | сопрано       |
| Верховный жрец бога Ваала                | бас           |

## Сюжет
Время: 587 до н. э. 
Место: Иерусалим и Вавилон

### Акт 1: Иерусалим
Внутри храма Соломона
Израильтяне молятся, в то время как вавилонская армия приближается к их городу. Первосвященник Захария внушает людям, что не следует отчаиваться, а нужно верить в Бога (D’Egitto là su i lidi / «На берегах Египта Он спас жизнь Моисея»). В качестве заложницы иудеи держат Фенену, младшую дочь Набукко. Это дает им возможность на время сохранить мир (Come notte a sol fulgente / «Как тьма перед солнцем»). Захария поручает Фенену Измаилу, племяннику царя Иерусалима и бывшему послу в Вавилоне. Оставшись наедине, Фенена и Измаил вспоминают, как они полюбили друг друга, когда Измаил был в вавилонском плену, и как Фенена помогла ему бежать в Израиль. Абигайль, старшая дочь Набукко (возможно), вместе с переодетыми вавилонскими солдатами входит в храм. Она тоже любит Измаила. Обнаружив влюбленных, она угрожает Измаилу: если он не расстанется с Фененой, Абигайль обвинит её в измене. Однако если он вернет Абигайль её любовь, она будет просить Набукко за израильтян. Измаил говорит, что не может любить её, и она клянется отомстить. Появляется Набукко вместе с воинами (Viva Nabucco / «Долгой жизни Набукко»). Захария бросает ему вызов, угрожая убить Фенену, если Набукко атакует храм. Измаил обезоруживает Захарию и спасает Фенену. Набукко приказывает разрушить храм. Захария и израильтяне проклинают Измаила.

### Акт 2: Нечестивец
Сцена 1: Царский дворец в Вавилоне
Набукко назначает Фенену регентом и стражем израильских пленных, в то время как он сам продолжает войну с израильтянами. Абигайль обнаруживает документ, который доказывает, что она — дочь рабыни и, следовательно, не может претендовать на престол. Она мучительно обдумывает отказ Набукко позволить ей участвовать в войне с израильтянами и вспоминает прошлое (Anch’io dischiuso un giorno / «Я тоже однажды открыла своё сердце счастью»). Верховный жрец сообщает Абигайль о том, что Фенена освободила израильских пленных. Жрец задумал сделать Абигайль правительницей Вавилона и с этим намерением распространил слухи о том, что Набукко погиб в битве. Абигайль решает захватить трон (Salgo già del trono aurato / «Я уже восхожу на золотой трон»).
Сцена 2: Комната во дворце
Захария читает Скрижали Завета (Vieni, o Levita / «Приди, о Левит!»), затем зовет Фенену. Группа левитов обвиняет Измаила в предательстве. Захария возвращается с Фененой и своей сестрой Анной. Анна говорит левитам, что Фенена приняла иудаизм, и убеждает их простить Измаила. Абдалло, солдат, объявляет о смерти Набукко и предупреждает о восстании, устроенном Абигайль. Появляется Абигайль с верховным жрецом и требует корону Фенены. Неожиданно появляется сам Набукко; пробравшись сквозь толпу, он захватывает корону и провозглашает себя не только царём вавилонян, но и их богом. Первосвященник Захария проклинает его и предупреждает о божественной каре; разгневанный Набукко в ответ приказывает убить всех израильтян. Фенена говорит ему, что приняла иудаизм и разделит судьбу израильтян. Разъярённый Набукко повторяет, что он бог (Non son piu re, son dio / «Я больше не царь! Я Бог!»). Над головой святотатца сверкает молния; Набукко сходит с ума. Корона падает с его головы в руки Абигайль. Она провозглашает себя властительницей Вавилона.

### Акт 3: Пророчество
Сцена 1: Висячие сады Вавилона
Уничтожив документ, свидетельствующий о её рабском происхождении, Абигайль заставляет безумного отца подписать смертный приговор всем иудеям, а значит, и Фенене. Осознав это, Набукко умоляет Абигайль пощадить сестру (Oh di qual onta aggravasi questo mio crin canuto / «О, каким позором покрылась моя седая голова»). Не внемля мольбам отца, Абигайль приказывает заточить его в тюрьму.
Сцена 2: На берегах реки Евфрат
В ожидании казни пленные иудеи оплакивают свою участь и тоскуют об утраченной родине (Va pensiero, sull’ali dorate / «Лети, мысль, на золотых крыльях»). Первосвященник Захария поддерживает их дух, пророчествуя о неизбежном падении Вавилона.

### Акт 4: Разрушенный идол
Сцена 1: Царские палаты, Вавилон
Набукко пробудился; он в смятении и бреду. Он видит, как Фенену в кандалах ведут на смерть. В отчаянии, он молится Богу иудеев. Он просит о прощении и обещает восстановить храм в Иерусалиме, если его молитвы будут услышаны (Dio di Giuda / «Бог иудеев!»). Невероятным образом его сила и разум возвращаются. Абдалло и верные солдаты пришли освободить его. Набукко решает освободить заключённых и наказать предателей.
Сцена 2: Висячие сады Вавилона
Фенену и израильских заключённых ведут на жертвоприношение (Va! La palma del martirio / «Иди, выиграй пальму мученичества»). Фенена спокойно готовится к смерти. Появляется Набукко с солдатами. Он обещает восстановить храм в Иерусалиме и преклониться перед Богом иудеев, приказывая идолу Ваала разрушиться. Идол падает на землю и разлетается на куски. Набукко говорит, что теперь все израильтяне свободны, и все объединяются в молитве к Иегове. Солдаты приводят Абигайль. Она выпила яд. Она умоляет Фенену о прощении, молит Бога о милосердии и умирает. Захария объявляет Набукко Божьим слугой и царём царей.

## Дискография
| Год  | Состав (Абигайль, Набукко, Измаил, Захария, Фенена, Анна, Абдалло) | Дирижёр                  | Лейбл |
| ---- | --- | ------------------------ | ----- |
| 1966 | Елена Сулиотис, Джанджакомо Гуэльфи, Джанни Раймонди, Николай Гяуров, Глория Лейн, Мирелла Флорентини, Пьеро де Пальма, хор и оркестр театра «Ла Скала»                      | Джанандреа Гавадзени     |       |
| 1978 | Рената Скотто, Маттео Манагуэрра, Вериано Лукетти, Николай Гяуров, Елена Образцова, Анна Эдвардс, Кеннет Коллинз, Анна, Амвросианский оперный хор                            | Риккардо Мути            |       |
| 1981 | Гена Димитрова, Ренато Брузон, Димитр Петков, Бруна Бальони, Оттавио Гаравента, хор и оркестр театра Арена ди Верона                                                         | Маурицио Арена (дирижёр) |       |
| 1983 | Гена Димитрова, Ренато Брузон, Пьеро Капучилли, Пласидо Доминго, Евгений Нестеренко, Люсия Валентини Террани, Лючия Попп, Фолькер Хорн, Хор и оркестр Немецкой оперы, Берлин | Джузеппе Синополи        |       |
| 1987 | Гена Димитрова, Ренато Брузон, Паата Бурчуладзе, Ракель Пьеротти, Бруно Беккариа, хор и оркестр театра «Ла Скала»                                                            | Риккардо Мути            |       |

## Постановки в России
- 2001 — Большой театр
- 2003 — Татарский академический государственный театр оперы и балета им. М.Джалиля. Музыкальный руководитель постановки — Марко Боэми (Италия). Режиссёр-постановщик — Дени Криеф (Италия). Художник-постановщик — Андрей Злобин (Киев). Художник по костюмам — Анна Ипатьева (Киев)[6].
- 2005 — Совместная постановка Мариинского театра и театра «Геликон-Опера» (Москва). Премьера в Мариинском театре: 22 октября 2005 года. Музыкальный руководитель — Валерий Гергиев; Режиссёр-постановщик — Дмитрий Бертман; Художник-постановщик — Игорь Нежный; Художник по костюмам — Татьяна Тулубьева.[7]
- 2006 — Московский театр «Новая опера» им. Е. В. Колобова. Премьера состоялась 2 декабря 2006 года Музыкальный руководитель — Евгений Самойлов. Режиссёр — Андрейс Жагарс[8].
- 2019 — Московский музыкальный театр «Геликон-опера». Премьера в «Геликон-опере» состоялась 5 июля 2019 года. Режиссёр-постановщик — Дмитрий Бертман. Музыкальные руководители — Евгений Бражник и Доменик Руитс. Художники-постановщики — Игорь Нежный и Татьяна Тулубьева. Художник по свету — Дамир Исмагилов. Хормейстер — Евгений Ильин[9].